# Herrljunga
Herrljunga (em sueco: Herrljunga;  ouça a pronúncia) ou Herliunga é uma cidade da província da Västergötland, no sudoeste da Suécia.
É a sede da comuna de Herrljunga, pertencente ao condado de Västra Götaland.
Possui 4,52 quilômetros quadrados e está a 35 km a nordeste de Alingsås e 40 km a norte de Borås. Segundo censo de 2020, havia 4 199 habitantes. 
É um importante nó ferroviário, onde se cruzam a linha do Oeste e a linha de Älvsborg, e onde começa a linha de Kinnekulle. A povoação nasceu junto ao rio Nossan. O slogan do município é: "Vale a pena apostar em Herrljunga!". 

## Turismo em Herrljunga
Entre os pontos turísticos mais referenciados estão:
- Haraberget – parque-museu da velha Herrljunga
- Igreja de Herrljunga (1865)
- Hällkista - monumento megalítico